# Токусима (префектура)
Токуси́ма (яп. 徳島県 Токусима-кэн) — префектура, расположенная в регионе Сикоку одноимённого острова Сикоку, Япония. Площадь префектуры составляет 4146,74 км², население — 764 431 человек (1 августа 2014), плотность населения — 184,35 чел./км². Административный центр префектуры — город Токусима.

## Административно-территориальное деление
В префектуре Токусима расположено 8 городов и 8 уездов (15 посёлков и одно село).

### Города
Список городов префектуры:
| - Ава; - Анан; - Йосиногава; - Комацусима; - Миёси; - Мима; - Наруто; - Токусима. |

### Уезды
Посёлки и сёла по уездам:
| - Кацуура; - Камикацу; - Кацуура; - Мёдо; - Санаготи; - Мёдзай; - Исии; - Камияма; | - Нака; - Нака; - Кайфу; - Кайё; - Минами; - Муги; | - Итано; - Айдзуми; - Итано; - Камиита; - Китадзима; - Мацусиге; | - Мима; - Цуруги; - Миёси; - Хигасимиёси. |

## Символика
Эмблема префектуры была создана 18 марта 1966 года. Она состоит из стилизованных символов хираганы «току» (яп. とく) и летящей птицы. Эмблема символизирует стремление префектуры к гармонии, объединению и развитию. Флаг префектуры не утверждался.
В качестве цветка префектуры 4 октября 1974 года выбрали судаки, деревом избрали красную восковницу (13 сентября 1966), а птицей — большую белую цаплю (1 октября 1965).